# 여명숙
여명숙(余明淑, 1966년 11월 9일~)은 대한민국의 당직자이다. 인지과학 및 가상현실분야 전문가로서 제2대 게임물관리위원회 위원장을 지냈다.

## 생애
이화여자대학교에서 철학 박사 학위를 획득한 후, 스탠포드 대학 언어정보연구소(CSLI)에서 박사후과정(Post Doc)을 거쳤다. 이후 서울대학교 융합기술원과 KAIST 전산학과 등에서 인문기술융합 분야의 강의와 연구 활동을 했다. 또 2011년부터 포항공과대학교 창의IT융합공학과에서 후학을 양성했다. 게임과 관련하여 활발한 학술·연구 활동을 하였고 네델란드 위트레흐트대학과 공동 기획한 '게임잼코리아대회'를 성공적으로 마무리하는 등 기능성 게임 분야에 대한 전문지식을 보유하였다.
2015년 4월 문화체육관광부 소속 게임물관리위원회 위원장, 2016년 4월 미래창조과학부 소속 문화창조융합본부장에 임명되어 활동했다. 문화창조융합본부장에 임명되어 한 달 남짓한 시점에 사직했고 2016년 12월 국정감사 청문회에 출석하여 이 사직에 '대통령 박근혜의 지시가 있었다'고 김종덕 문화체육관광부 장관으로부터 들었다고 증언해서 화제가 되었다. 이에 대해 김종덕은 청문회에서 부인했으나 2016년 12월 19일 SBS를 통해 관련 음성 파일이 공개되어 김종덕의 거짓 증언이 확인되었다. 이러한 청문회 과정에서 문화창조융합본부가 직제상으로는 미래창조과학부 소속 '별도 기구'이지만 실질적 운영은 문화체육관광부가 맡는 기형적 구조의 문제점도 드러났는데, 여명숙은 "합법적이고 적절한 시스템인 것처럼 가장해서 구조적으로 국고가 새 나가게 한 것이다"라고 지적했다.
2019년부터 반여성주의를 표방한 유튜브 채널 '여명숙의 개수작(개념 수호 작전) TV'를 운영하여 여성주의와 문재인 정부, 더불어민주당의 정책에 대한 노골적인 비판의 관점으로 영상을 게재했다. 2020년에 대한민국 제21대 국회의원 선거를 앞두고 있던 미래통합당(현재의 국민의힘)에 입당하여 서울 서대문구 갑 선거구 국회의원 예비 후보로 등록했으나 공천 과정에서 이성헌 전 의원에 패배하여 탈락했다. 2020년부터 오세라비, 김소연과 함께 시민 사회 단체인 미래대안행동 여성청년위원회에서 활동했다.

## 학력
- 이화여자대학교 철학 학사
- 이화여자대학교 대학원 철학 석사
- 이화여자대학교 대학원 철학 박사

## 경력
- 2011년: 미국 스탠퍼드대학교 언어정보연구소 박사 후 과정
- 한국과학기술원 전산학과 BK21 선임연구원
- 서울대학교 융합기술연구원 책임연구원
- 포항공과대학교 창의IT융합공학과 대우교수
- 2015년 4월~2018년 7월: 게임물관리위원회 위원장
- 2016년 4월~2016년 5월: 문화창조융합본부장
- 미래대안행동 여성·청년위원회 위원
- 2021년 9월~2021년 11월: 국민의힘 홍준표 제20대 대통령 선거 예비후보 jp희망캠프 문화산업본부장 겸 여성정책위원
- 2022년 2월~2022년 3월: 국민의힘 제20대 대통령선거 선거대책본부 대통령 후보 직속 총괄특보단 여성특보

## 사건

### 원영군 암매장 사건 관련
게임물관리위원장으로서의 입장을 '원영군 암매장 사건'과 관련한 인터뷰
에서 다음과 같이 이야기하였다.
―게임이 문제인가, 사용자가 문제인가?
"어떤 범죄자가 게임에 빠져 있다고 해서 특정 게임을 '마녀사냥'하고 끝내는 건 옳지 않다. 이는 본질을 흐리는 것이다. 원영군 사건의 경우는 부모의 비(非)인간성이 문제인 것이다."
―게임에 빠지면 현실감각이 떨어지거나 사회 부적응이 되는 건 분명하지 않은가?
"사랑에 빠지거나 학문에 빠져도 같은 현상이 일어나지 않나. 왜 게임만 색안경을 끼고 보는가. 다른 욕망은 괜찮고 게임에 대한 것은 부당한가. 불법 게임이 아닌 한, 성인들이 게임 아이템을 사기 위해 몇천만원씩 쓰는 것은 개인의 선택이고 책임이다."
―게임 아이템을 사기 위해 그런 돈을 쓰는 것이 개인의 책임 있는 선택으로 보는가?
"현실의 대가를 지불하고서라도 가상 세계에서는 자신의 우월감을 갖고 싶어 할 수 있는 것이다. 이들에게는 가상 세계도 현실만큼 중요하다. 나름대로의 존재 증명 방식임을 인정해줘야 한다."

### 최순실 게이트 관련
‘국정농단 의혹사건 진상규명을 위한 국정조사 2차 청문회’에 출석해
- 차은택의 후임으로 미래창조과학부 산하 문화창조융합본부장에 취임
- 취임 10일만에 문화창조융합벨트 사업과 관련하여 심각한 비리가 있음을 인지하고 제보했지만 묵살됨[9][13]
- 한달여 만에 사임했으나 김종덕 전 문화체육관광부 장관이 대통령의 지시로 물러나라고 전했기에 사실상 해임되었음[8]

과 같은 증언을 했다.

### 트위터 댓글 관련
트위터에서 자신에 대한 음해성 글을 다음과 같이 말해 화제가 되었다.
―여명숙 이 X이 바로 게관위 위원장. 캬 심의 안내줘서 업계에 최소 160억 최대 500억까지 손해 입힌 마이너스의 손 아닌가?
"여명숙 찾으시는 거면 제가 '그X' 맞습니다. 160~500억 손해? 손해봤다면서 정확한 액수도 파악 못하세요? 손해보셨다는 업계분들 다 알려주시고 본인 게임 얘기면 직접 오세요. 바로 수사의뢰해드릴 테니. 이X 물러갑니다."

### 여성의당 모욕죄 관련 재판
여성의당을 모욕한 혐의로 검찰이 2020년 10월, 벌금 200만원의 약식명령을 내리자 불복해 정식 재판을 청구했고, 1심에서도 유죄 판결을 받았다. 여명숙은 항소를 신청할 예정이라고 밝혔다.

## 같이 보기
- 국민의힘
- 게임물관리위원회